# Honda MBX

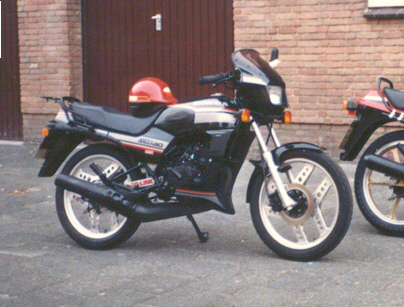
MBX80, zwart

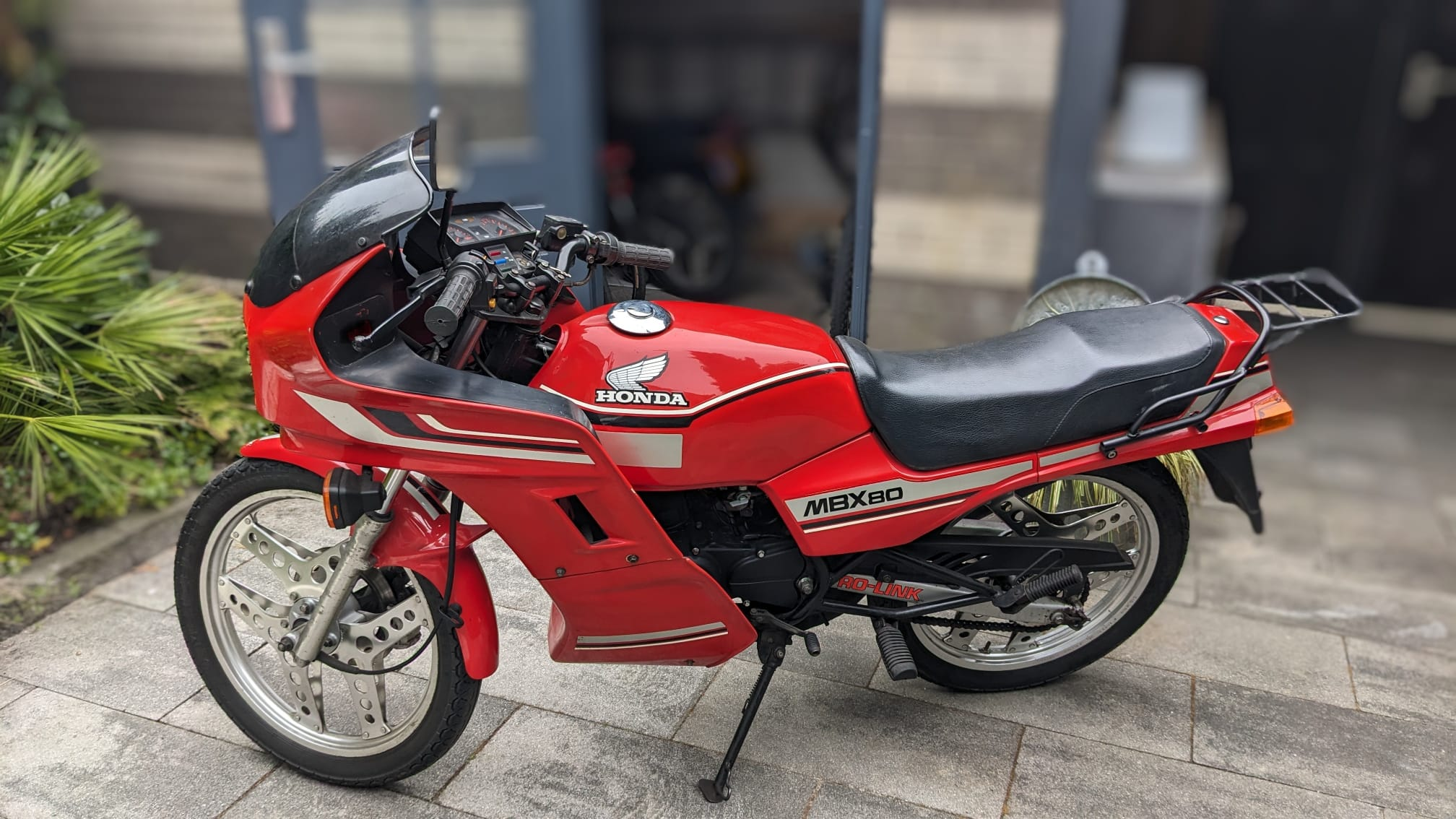
MBX80SW2 volle kuip

De Honda MBX is een bromfiets en lichte motorfiets die in de periode 1982-1990 door Honda werd gemaakt. Het model was niet in Nederland leverbaar, maar wel in o.a. België, Duitsland, Frankrijk, Engeland, Venezuela en Japan.
De Honda MBX is in enkele varianten gemaakt. Zo is er een "kale" uitvoering met slechts een kleine minikuip om de koplampunit, een uitvoering met stuurkuipje en een motorblokspoiler, en een uitvoering met een volle kuip. Bovendien zijn er uitvoeringen met twee schijfremmen vóór.
De typeaanduiding is HC04 voor de 80cc-variant, de vloeistofgekoelde 50cc-variant heeft type AC03 en de luchtgekoelde heeft type AC05. De MBX was oorspronkelijk leverbaar in zwart, wit en rood. Vanaf 1986 zijn er ook Rothmans- en zgn. regenbooguitvoeringen uitgebracht.
Andere modellen uit de M-reeks die zowel in België als in Nederland werden geïmporteerd en als bromfiets zijn toegelaten, waren de Honda MB/MT/MTX/MCX, in de 49cc-uitvoering.
De Honda MBX werd opgevolgd door de Honda NSR AC08. Onderhuids hadden beide modellen veel gemeen, maar ze waren uiterlijk heel verschillend door andere koetswerkonderdelen.
De krachtigste MBX modellen waren de Japanse 80cc "Integra" uitvoering en de Spaanse MBX 75cc "Hurricane", beide met een vermogen van 9 kW (12pk) bij 9000 omw/min en een koppel van 0,97 kgm bij 8500 omw/min. De Integra had een fabriekstopsnelheid van 117 km/u.

## Specificaties
Specificaties Honda MBX 50 S/F

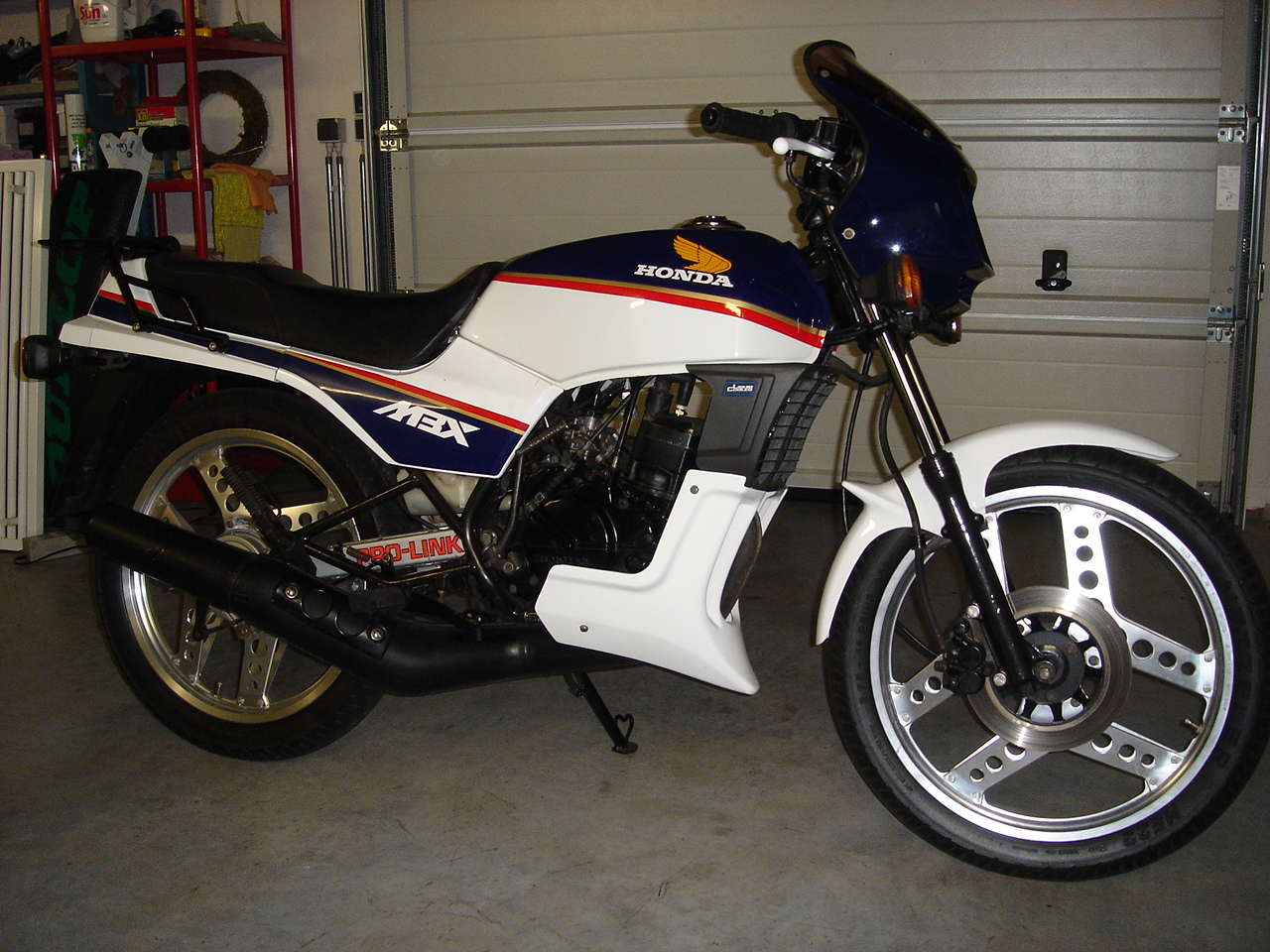
Rothmans MBX

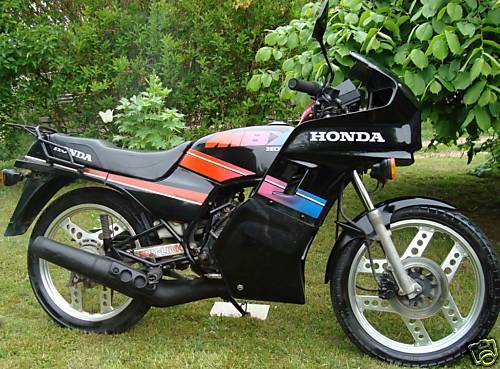
Regenboog MBX met volle kuip

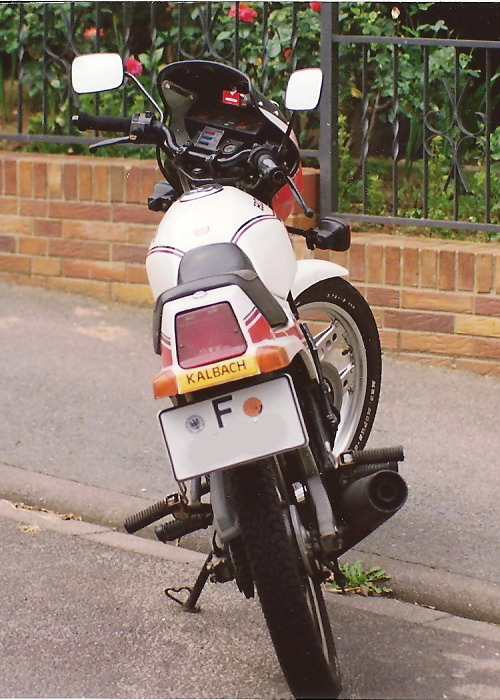
MBX met geïntegreerde richtingaanwijzers

- Motor: 49 cc - 2 takt - 1 cilinder, vloeistofgekoeld (AC03), luchtgekoeld (AC05)
- Boring en slag: 39 x 41,4 mm
- Compressieverhouding: 7,3:1
- Maximum vermogen: 1.8-2.2kW (AC03), 1.8-5.8 kW (AC05) beide afhankelijk van model en land van levering
- Carburateur: HM166 Keihin PF 12/13 mm en 16mm
- Ontsteking: CDI
- Startsysteem: kick
- Overbrenging: 5 en 6 versnellingen
- Batterij: 12 V / 3 Ah
- Olie / benzine: gescheiden mengsel
- Afmetingen (l x b x h): 1.970 x 675 x 1.005 mm
- Wielbasis: 1.250 mm
- Zadelhoogte: 775 mm
- Grondspeling: 170 mm
- Benzinetankinhoud: 12 liter
- Wielen: aluminium 18" Comstar-velgen
- Ophanging vooraan: hydraulische telescopische vork (veerweg 130 mm)
- Ophanging achteraan: Pro-link (veerweg 90 mm)
- Remmen vooraan: schijf
- Remmen achteraan: trommel
- Leeggewicht: 89 kg

Specificaties Honda MBX 80 HC04
- Motor: 79 cc - 2 takt - 1 cilinder, vloeistofgekoeld
- Boring en slag: 49,5 x 41,4 mm
- Compressieverhouding: 7,3:1
- Maximum vermogen: 7-9 kW afhankelijk van uitvoering en land van levering
- Carburateur: HM183 Keihin PF26D 18 mm
- Ontstekingstijdstip: 19 graden +/- 1,5 voor BDP bij 3000 omw/min
- Overbrenging: 6 versnellingen, primaire overbrenging 4.117.  1= 3.545, 2= 2.333, 3= 1.722, 4= 1.380, 5= 1.173, 6= 1.041

## S- en F uitvoering en onderdeelcodes
Van de MBX 50 AC03 en MBX 80 HC04 zijn een begrensde S-uitvoering en een onbegrensde F-uitvoering geleverd. 
De (luchtgekoelde) MBX 50 AC05 is voor zover bekend enkel als begrensde S- uitvoering geleverd.
Deze S- en F- aanduiding wordt gebruikt als eerste letter van de modeluitvoering (SWD, en FWD) en niet te verwarren met het modeljaar F (1985) of de Landcode F (Frankrijk).
De technische verschillen tussen de S- en F-uitvoering bestaan onder andere uit een wijziging in volgende onderdelen: cilinder, membraan, uitlaat en demperbuis, de slangen van de luchtfilterbak, tandwielverhouding, gasnaald, gasschuif, sproeiers en in enkele gevallen ook het aantal versnellingen en de CDI unit.
De gebruikte onderdelen verschillen ook per bouwjaar, model en landcode waardoor het lastig is een eenduidig overzicht te geven. 
Identificatie van individuele onderdelen wordt bemoeilijkt door het feit dat de onderdelen in de M-serie enkel van korte codes zijn voorzien en er geen referentielijst bestaat welke de codes op het onderdeel koppelt aan de onderdeelnummers uit de onderdeelcatalogus van Honda.

## Ontsteking
Honda heeft voor de MBX 50 en 80 modellen CDI units gebruikt van drie fabrikanten: Shindengen, Denshigiken en Oki. 
De units die gebruikt zijn op in ieder geval de Duitse MBX 80 S-modellen verschillen van de overige modellen in de vervroegingscurve: +/-3 graden bij 9000 toeren in plaats van 10 graden.  
Als vervanging van de originele CDI unit kan een ACCDI van Ignitech gebruikt worden welke op de standaard kabelboom past, deze kan met vaste ontstekingscurve naar eigen specificatie geleverd worden, of als compleet programmeerbare unit met o.a. een shiftlight en toerenbegrenzer. 
Als vervanging van het originele ontstekingssysteem kan een zogenaamde binnenrotorontsteking van o.a. HPI gemonteerd worden met vaste of wisselbare ontstekingscurve. Dit zorgt voor een snellere gasreactie maar de binnenrotor zelf levert geen extra motorvermogen. Nadeel is dat de rotor geen spiebaan heeft waardoor montage meer precisie vergt en de capaciteit van de optionele lichtspoel erg laag is.

## Terugroepactie
Bij 10-15% van de in 1983 geleverde MBX 80 bromfietsen in Duitsland ontstond binnen 10.000 km forse motorschade doordat de binnenring van het rechter krukaslager los kwam te zitten op de kruktap en de kruktap zo vrij kon draaien in het lager. Om dit te verhelpen werd door de Duitse importeur onder garantie een reparatiekit vanuit de Honda fabriek gemonteerd welke bestond uit een gehard stalen bus en een krukaskeerring met passende grotere binnendiameter. De krukasbus werd gemonteerd tussen het krukaslager en het tandwiel van de primaire overbrenging en hield zo de lagerbinnenring klem tegen de wang van de krukas. Na het monteren van de reparatiekit ontstonden hier geen verdere problemen meer. Latere MBX’en en andere watergekoelde modellen werden vanuit de fabriek standaard van deze krukasbus en grotere keerring voorzien.

## Motorproblemen
Motorproblemen bij MBX modellen ontstaan meestal door gebrek aan onderhoud en gebrek aan kennis van de juiste procedures bij het demonteren en monteren van onderdelen en het afstellen van het correcte brandstofmengsel.
Veel voorkomende motorschades zijn grote speling tussen krukaslagers en carters veroorzaakt door het monteren van de lagers met een hamer.  Door gebruik van het originele Honda montage/demontage gereedschap of het verwarmen van de carters tot 95-100 graden en het afkoelen van de lagers in een vriezer, kunnen de krukaslagers zonder krachtinwerking op het carter gemonteerd en gedemonteerd worden, evenals de krukas zelf.
Verder ontstaat vaak schade aan de verbrandingsruimte in de cilinderkop door detonatie. Dit kan diverse oorzaken hebben: een te arm mengsel door onder andere een te hoog percentage aan tweetaktolie in de benzine (het bekende paar dopjes extra olie bij de benzine), een verkeerd afgestelde ontsteking, incorrect afgestelde of incorrect ontluchte oliepomp of een incorrecte squish-afstand tussen zuiger en cilinderkop bij onder andere het gebruik van de standaard cilinderkop op een cilinder met een grotere boring. De rand rondom de verbrandingskamer heeft dan vele kleine kratertjes waardoor het lijkt alsof er metaaldeeltjes in de verbrandingskamer zijn gekomen. Een andere oorzaak kan zijn een defecte thermostaat waardoor de motor oververhit raakt en gevoeliger wordt voor detonatie. De thermostaat hoort te openen tussen 70-74 graden.
Andere bekende problemen zijn het inslijten van de linker krukaskeerring op de kruktap, het kromtrekken van de krukas door het monteren van de krukas met een hamer en demonteren van het vliegwiel door middel een hamer. Voor het correct demonteren van het vliegwiel is een speciale vliegwieltrekker verkrijgbaar welke in de fijne schroefdraad van het vliegwiel gemonteerd word.